# Niederneunforn
Niederneunforn, schweizerdeutsch Nidernüüfere,  ist eine Ortschaft der Gemeinde Neunforn im Bezirk Frauenfeld des Kantons Thurgau in der Schweiz. Das an den Hängen zum Thurtal liegende Weinbauerndorf bildete von 1803 bis 1995 eine Ortsgemeinde der Munizipalgemeinde Neunforn. Am 1. Januar 1996  fusionierte die Ortsgemeinde Niederneunforn zur politischen Gemeinde Neunforn.

## Geschichte

Niederneunforn im Jahr 1959

1276 wurde Nidern Niuvron erstmals urkundlich erwähnt. Die niedere Gerichtsbarkeit von Niederneunforn und einem Fünftel von Wilen bei Neunforn war bis 1501 im Besitz des Klosters Ittingen, dann wurde sie von den Hünegg, bald von den Leuenberg erworben. Eine Offnung wurde 1501 niedergeschrieben. Bis 1798 – ausser von 1680 bis 1688 – stand Niederneunforn unter denselben Gerichtsherren wie Oberneunforn, behielt aber seine eigenen Richter.
Niederneunforn war stets Teil der Kirchgemeinde Neunforn.
Acker-, Obst- und besonders Rebbau sowie Viehwirtschaft prägten Niederneunforn.

## Wappen

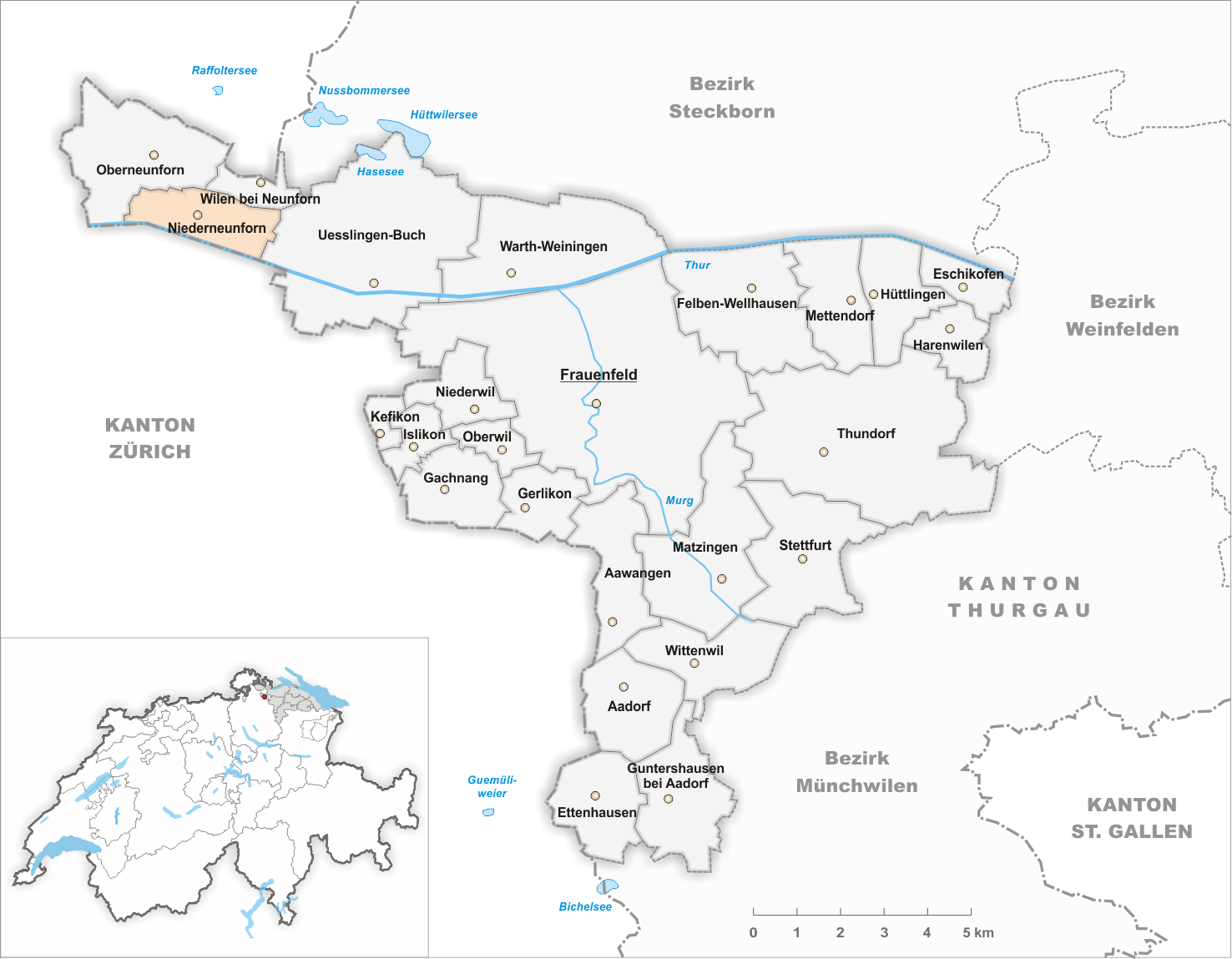
Gemeindestand vor der Fusion im Jahr 1996

Blasonierung: In Weiss eine blaue Traube mit schwarzem Stiel und Laub.
1958 stimmte die Gemeindeversammlung dem Wappenvorschlag der Thurgauischen Gemeindewappenkommission zu.

## Bevölkerung
| Jahr         | 1850 | 1900 | 1950 | 1990 | 2000  | 2010  | 2018  |
| Ortsgemeinde | 414  | 233  | 209  | 239  |       |       |       |
| Ortschaft    |      |      |      |      | 274   | 337   | 425   |
| Quelle       |      |      |      |      | [ 5 ] | [ 6 ] | [ 2 ] |

Von den insgesamt 425 Einwohnern der Ortschaft Niederneunforn im Jahr 2018 waren 29 bzw. 6,8 % ausländische Staatsbürger. 238 (56,0 %) waren evangelisch-reformiert und 61 (14,4 %) römisch-katholisch.

## Sehenswürdigkeiten
Niederneunforn ist in der Inventar der schützenswerten Ortsbilder der Schweiz und die reformierte Kapelle in der Liste der Kulturgüter in Neunforn aufgeführt.

## Bilder

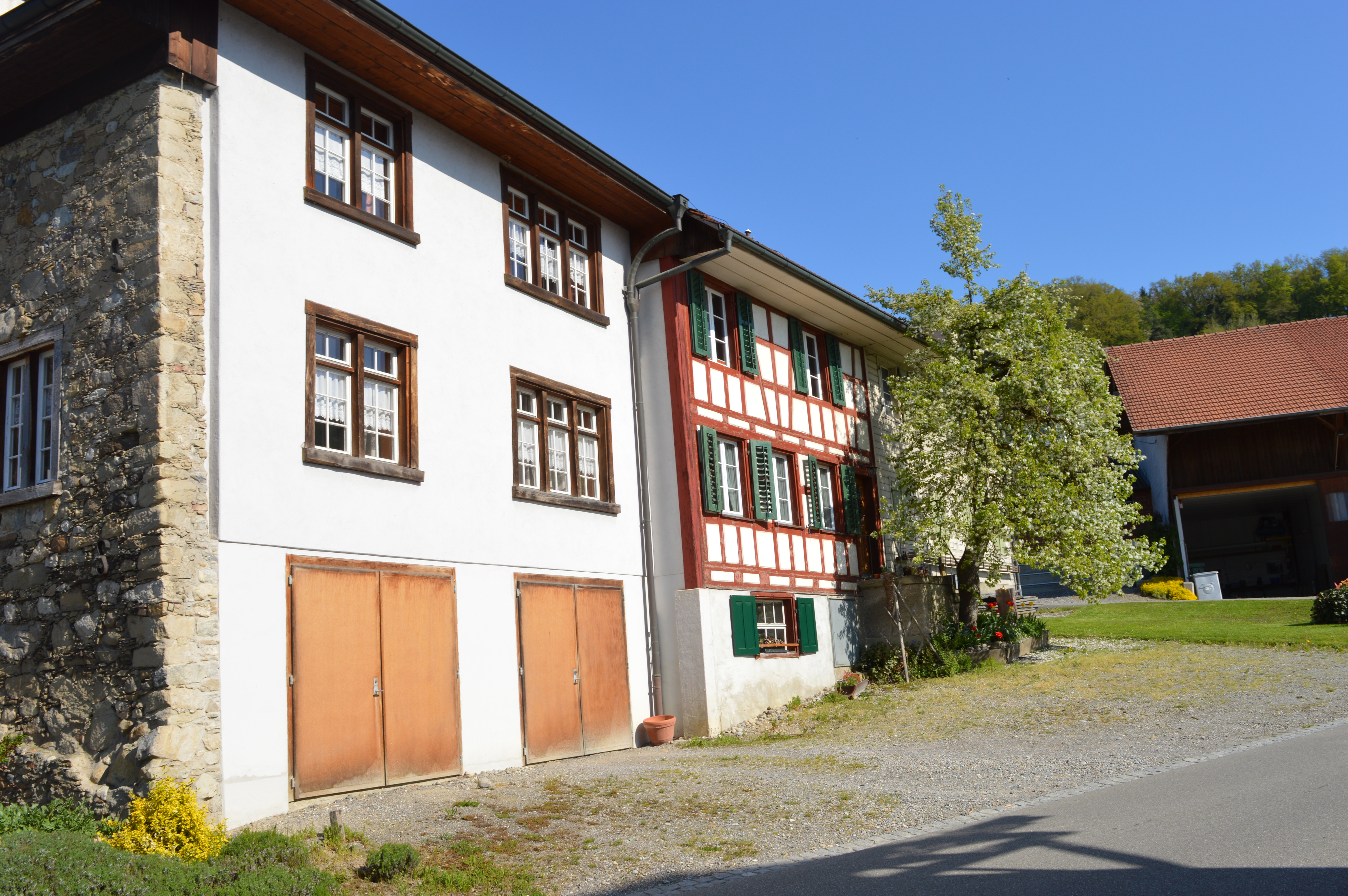
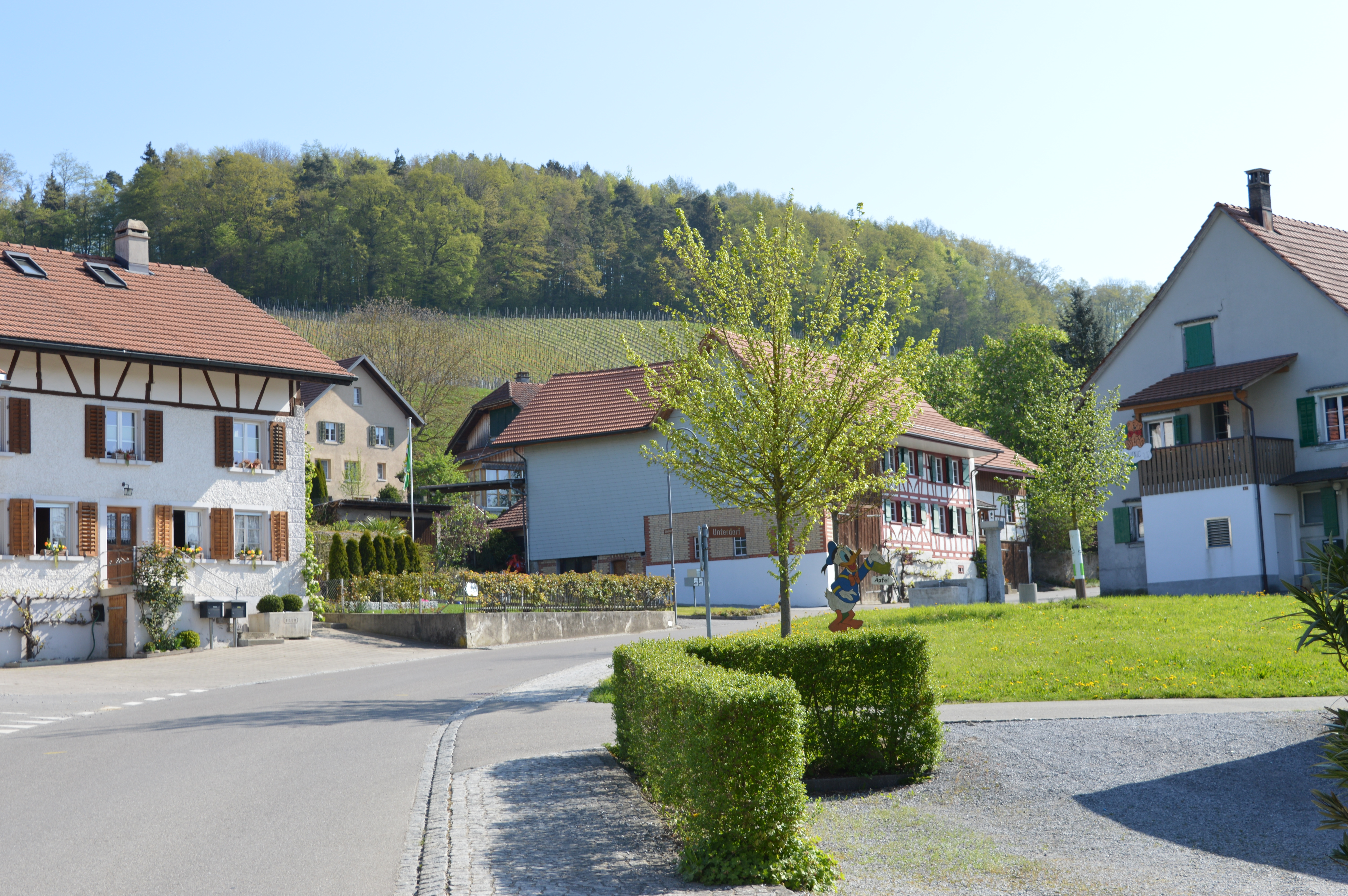
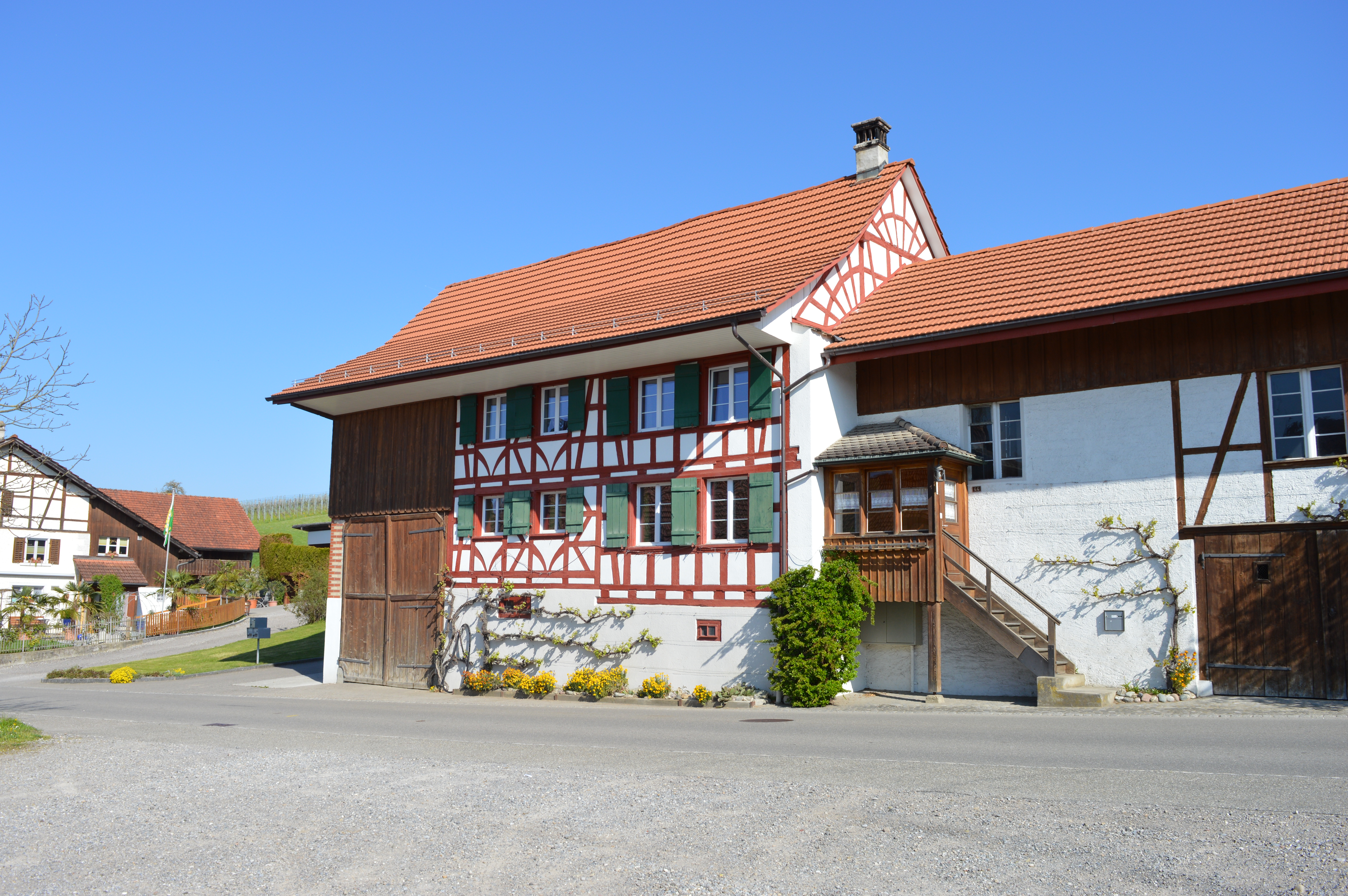
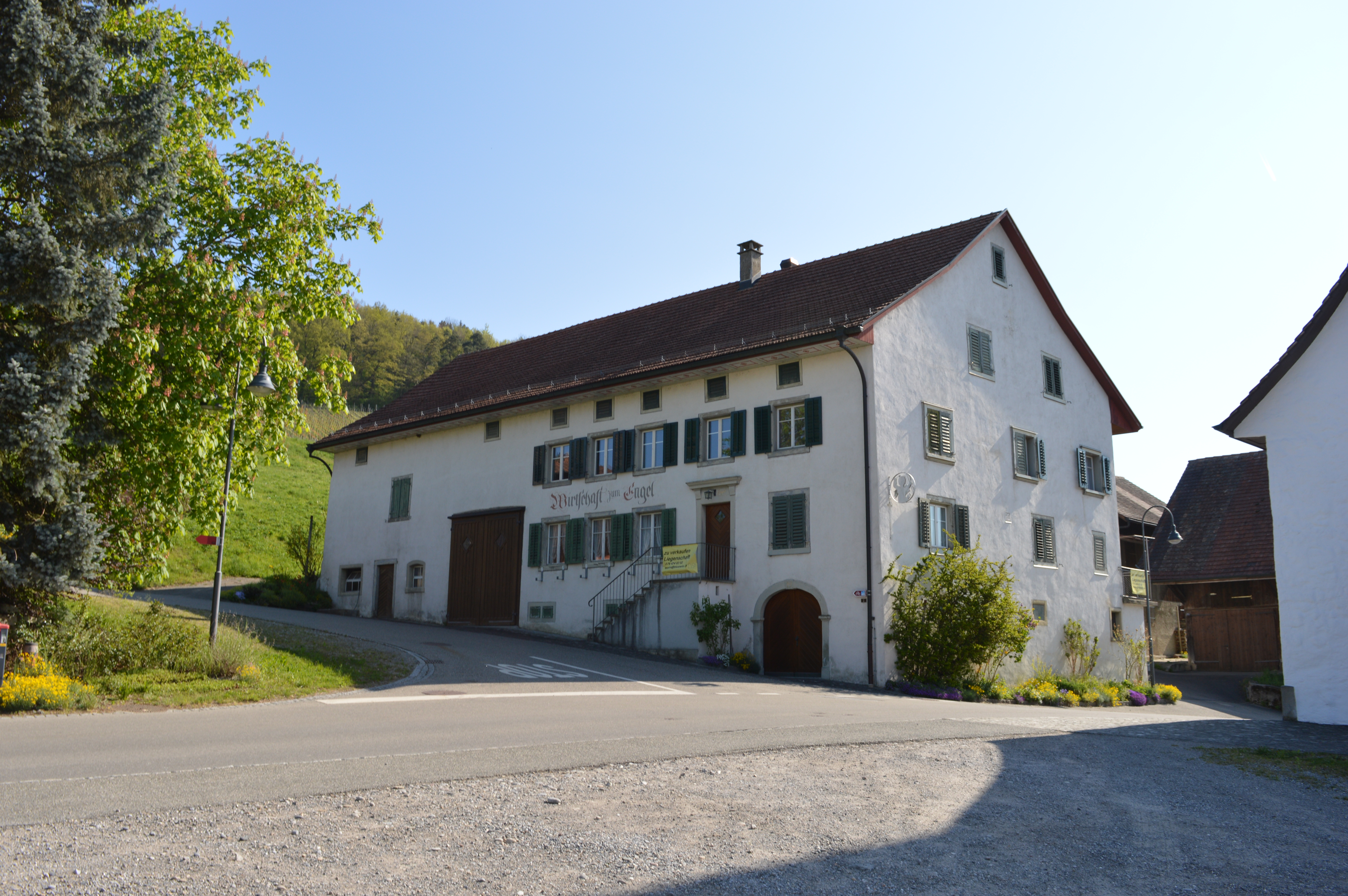
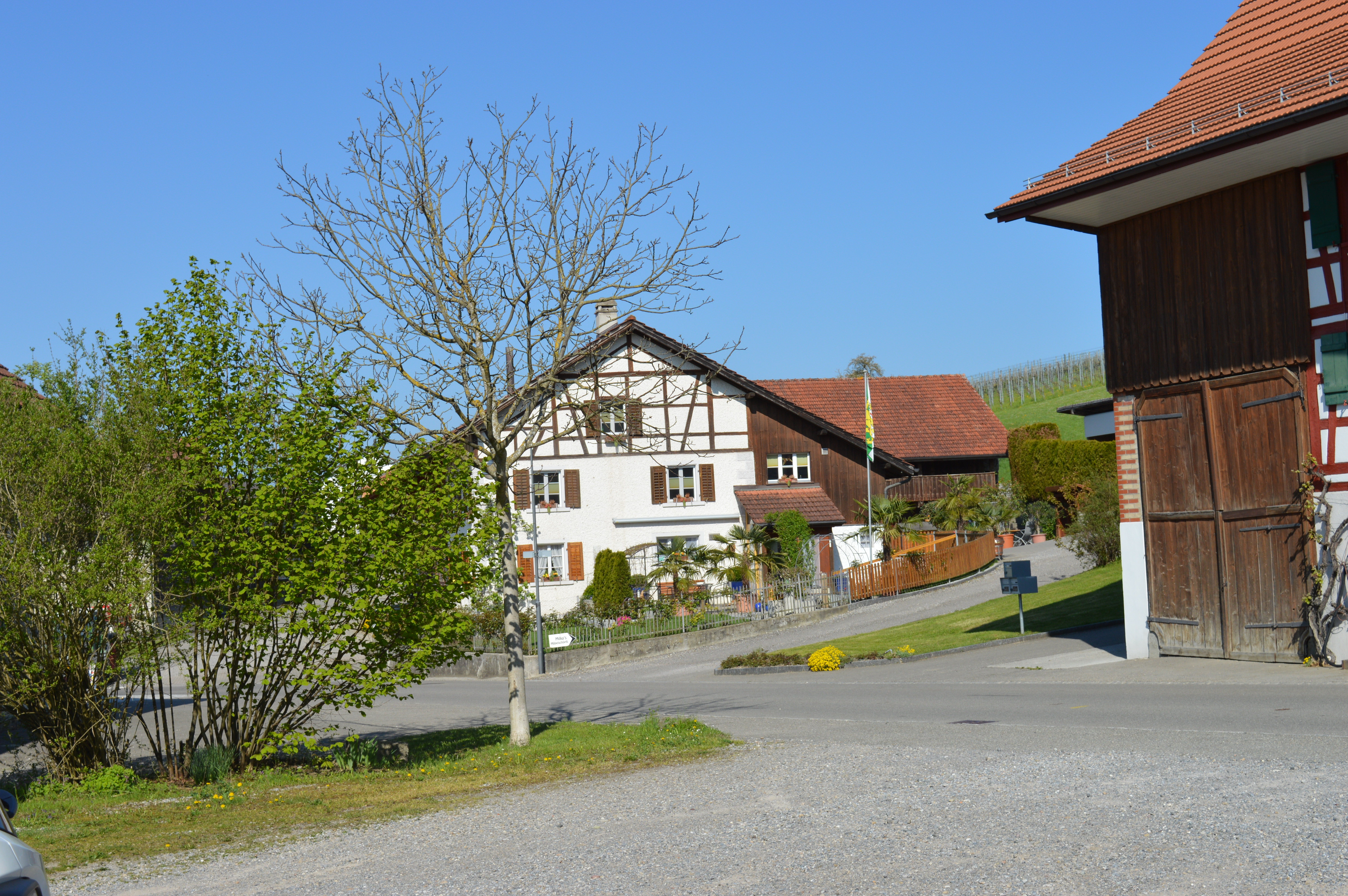
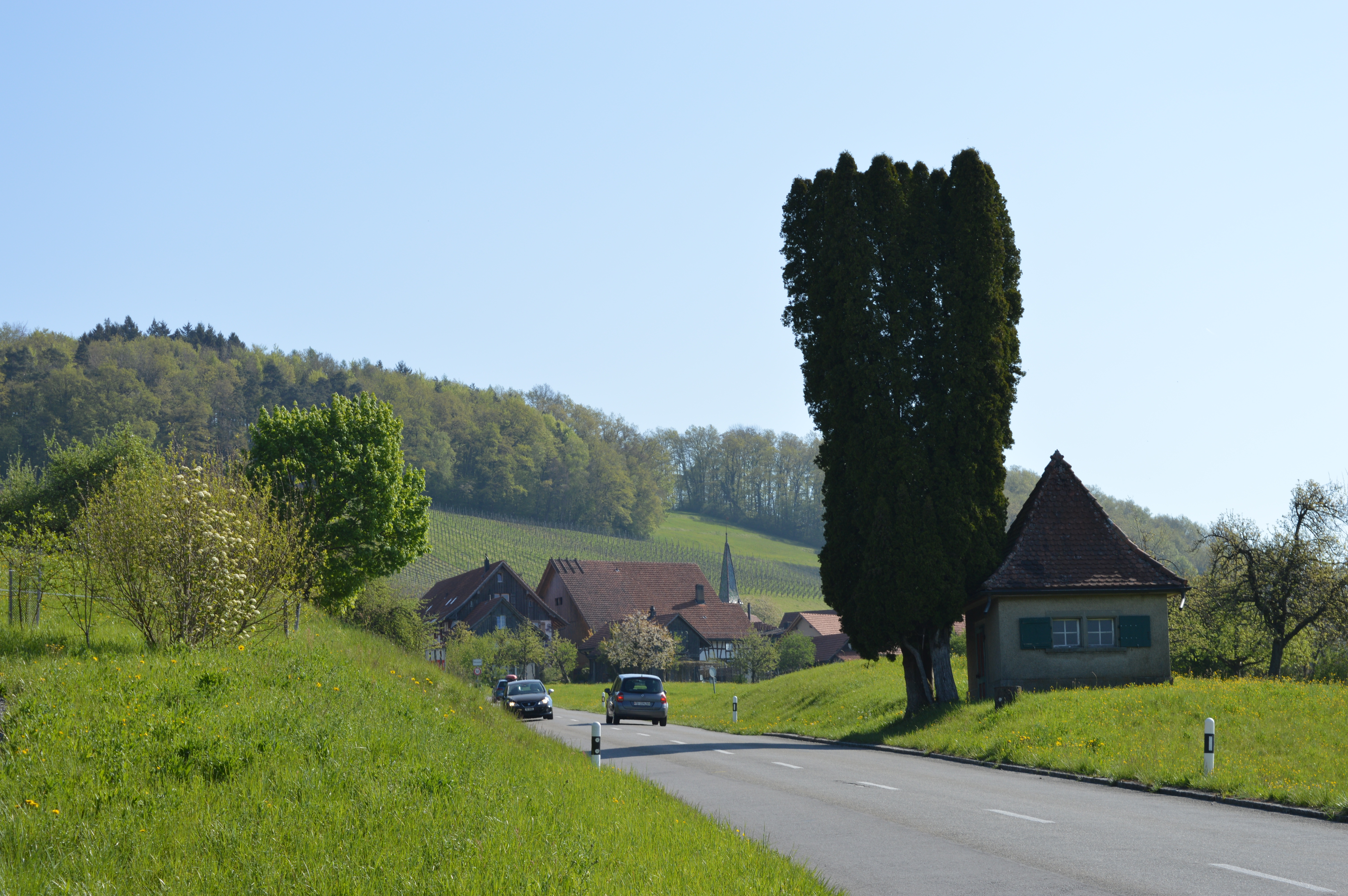